# Општина Маврово и Ростуша
Општина Маврово и Ростуша је једна од 9 општина Полошког региона у Северној Македонији. Седиште општине је село Ростуша.
Општина Маврово и Ростуша је вероватно највише положена општина у земљи са низом насеља на преко 1.000 метара надморске висине. Велики број насеља се налази на падинама и видиковцима, па је ово стога једна од најсликовитијих општина у земљи.

## Положај
Општина Маврово и Ростуша налази се у западном делу Северне Македоније и погранична је према Албанији на западу. Са других страна налазе се друге општине Северне Македоније:
- север — Општина Гостивар
- исток — Општина Кичево
- југ — Општина Дебар

## Природне одлике
Рељеф: Општина Маврово и Ростуша налази у највишем делу Северне Македоније. У општини постоји низ врхова виших од 2.500 m надморске висине, а у северозападном делу општине се налази и Кораб, највиша планина у држави. На истоку се налази планина Бистра, а на југозападу планина Дешат. Између планина налази се низ уских и тешко приступачних клисура и долина, где живи малобројно становништво.
Клима у општини влада изразито оштрија варијанта умерене континенталне климе због знатне надморске висине.
Воде: Најважнији ток у општини је река Радика, а сви мањи водотоци су њене притоке. Њена најважнија притока, Мала Река, протиче југом општине. На Радици се налази и вештачко Мавровско језеро, данас значајно туристичко подручје.

## Становништво
Општина Маврово и Ростуша имала је по последњем попису из 2002. г. 8.618 ст., од чега у седишту општине, селу Ростуши, 872 ст. (10%). Општина је ретко насељена.
Национални састав по попису из 2002. године био је:
|           | Број  | Постотак |
| Укупно    | 8.618 | 100%     |
| Македонци | 4.349 | 50,5%    |
| Турци     | 2.680 | 31,1%    |
| Албанци   | 1.483 | 17,2%    |
| остали    | 106   | 1,2%     |

Општина Маврово и Ростуша је по много чему посебна по свом становништву. Једино је овде присутна масовнија појава Македонаца исламске вероисповести (другде се они изјашњавају као Турци или Албанци, раније Торбеши). Посебност општине је историјско постојање албанске православне заједнице у неколико села општине.

## Насељена места
У општини постоје 40 насељених места, сва са статусом села:
| - Ростуша - Аџијевци - Беличица - Бибање - Битуше - Бољетин - Велебрдо - Видуше | - Волковија - Врбен - Врбљани - Галичник - Грекање - Дуф - Жировница - Јанче | - Жужње - Кичиница - Кракорница - Леуново - Лазаропоље - Мавровски Ханови - Маврово - Нићифорово | - Нистрово - Ничпур - Ново Село - Њивиште - Орћуше - Присојница - Росоки - Рибница | - Селце - Сенце - Скудриње - Сретково - Сушица - Тануше - Требиште - Тресонче - Церово |  |

Нека од ових села, попут Галичника или Лазаропоља су по својој очуваности, етно-градњи и лепоти позната и изван Македоније.

## Познате личности
- Вуча Жикић, српски војни старешина у Кочиној крајини и Првом српском устанку
- Голуб Јанић, српски рентијер, велетрговац, народни посланик, добротовор, почетком 20. века
- Доксим Михаиловић, српски четнички војвода у Старој Србији и Македонији
- Јосиф Михаиловић, аритекта и градоначелник Скопља
- Тома Смиљанић-Брадина, српски етнограф, филолог, песник, прозаиста, драмски аутор и публициста
- Кузман Сотировић, фудбалер

## Галерија
- Мавровско језеро у јесен
- Sело Велебрдо
- Големи Кораб
- Село Галичник